# Mreža anarhista
Mreža anarhista (engl. Network of Anarchists) je anarhistička organizacija koja trenutno djeluje na području Istre i Kvarnera te sjeverozapada Hrvatske, a čiji su ciljevi;  Potaknuti kulturu otpora i solidarnosti u narodu kao konstantne vrijednosti, bez obzira na stranke na vlasti. Sudjelovati u progresivnim socijalnim gibanjima (od prosvjeda, blokada do konkretne ispomoći radnicima u sukobu s gazdama i/ili vlastima), kako bi što više ljudi kvalitetno, rame uz rame, upoznali s anarhističkom praksom i teorijom. Popularizirati temeljne ideje anarhizma – direktnu demokraciju (ravnopravno odlučivanje), federalizam (autonomija pojedinca i kolektiva), direktnu akciju (djelovanje bez posrednika) i solidarnost među radnicima, seljacima, studentima te ostalim ugroženim društvenim skupinama. Povezati anarhističke individue i potaknuti osnivanje anarhističkih grupa na području Istre i Kvarnera, te intenzivirati njihovu suradnju. Izgrađivati infrastrukturu otpora (kulturne i sportske projekte, izdavaštva, autonomne prostore, organizacije za samopomoć i borbu, kontra-informacijske projekte) kao protutežu kapitalizmu i državi, te projekciju u radikalno drugačiju budućnost.

## Mreža anarhosindikalista i Mreža anarhista (Hrvatska)
Mreža anarhosindikalista osnovana je u veljači, 2008. u Zadru, a Lokalna grupa Pula potvrdila je svoje postojanje na na 2. Kongresu MASA-e u rujnu iste godine održanom upravo u Puli. Pripadnici pulske grupe aktivni su u Infoshopu Mica-Maca u Društvenom centru Rojc od 2008. do 2009. godine, sudjeluju na prosvjedima u prosincu 2008. godine "Stegnite vi remen bando lopovska!", kao i u akcijama podrške pobuni u Grčkoj nakon policijskog ubojstva mladog anarhiste u Ateni. Prvu sindikalnu akciju puljani su organizirali 2009. godine protiv poslodavca koji nije isplatio plaće radnicima u jednoj krojačkoj radionici, pri čemu se angažirala i policija pošto je zahtjeve za plaćom poslodavac ocijenio kao prijetnju.  
Spojem lokalnih radnika i novopridošlih studenata iz Istre stvara se anarhistički kružok koji prerasta u Lokalnu grupu Rijeka službeno ulazeći u Mrežu anarhosindikalista na 3. Kongresu MASA-e u Zagrebu 21. – 22. ožujka 2009.  U sklopu djelovanja unutar okvira Mreže anarhosindikalista, riječka grupa organizira brojne prosvjede protiv socijalnih rezova vladajućih (2008., 2011., 2013.), solidarnosti sa štrajkovima radnika i pojedinim ustancima poput onih u Grčkoj (2008.) i u BiH (2014.), te protiv Europske unije (2011.). Godinu 2011. obilježilo je postojanje Slobodarskog bloka, pomoću kojeg smo okupili zainteresirane za organizaciju prosvjeda na osnovama direktne demokracije i direktne akcije, te kratkotrajno postojanje Mreže uzajamne pomoći koja je trebala biti nastavak djelovanja Slobodarskog bloka i Koordinacije prosvjeda Rijeka. Uz organizaciju prosvjeda, riječka grupa organizira brojne ulične akcije protivljenja parlamentarnim izborima, nacionalizmu, te policijskom nasilju. Vrijedno spomena je i poticanje i organizacija blokade fakulteta (2009.) na Sveučilištu u Rijeci (FFRI, APURI, EFRI) s ciljem "besplatnog obrazovanja" (potpuno javno financirano visokoškolsko obrazovanje). O okupaciji i blokadi Filozofskog fakulteta u Rijeci snimljen je i dokumentarni film Plenumovie, koji se prikazivao na raznim domaćim i stranim filmskim festivalima. Poveznica između nas i studenata je bila grupa Autonomni studenti. 
Od 1. srpnja 2013. 'riječki ogranak' Mreže anarhosindikalista izlazi iz navedene organizacije, mijenjajući svoje ime u Mreža anarhista Rijeka (MASA Rijeka). Razloge izlaska iz MASA-e navode u svome priopćenju 'Kraj jedne faze djelovanja riječke grupe' u kojem između ostaloga navode: "Danas možemo i javno reći kako smo u praksi odavno napustili organizacijske okvire Mreže anarho-sindikalista, djelujući kao autonomna ideološka grupa socijalnih anarhista, koja nastoji vlastitim primjerom i argumentiranjem utjecati na šire društvene slojeve". U isto vrijeme Mrežu anarhosindikalista napušta i Lokalna grupa Pula, a svoje oživljavanje doživljava u odnosu s Rijekom 2015. godine i mijenjajući svoje ime u Mreža anarhista Istra, koja svoju aktivnost pokazuje kroz anti-parlamentarnu kampanju, sudjelovanje u prosvjedima protiv poreza (2017.) i prosvjedom za očuvanje Uljanika (veljača, 2018.), protunacionalističku kampanju (poput amaterskog košarkaškog turnira "Zakucajmo nacionalizam" kolovoza 2018.) solidariziranje s prosvjednim štrajkom uljanikovaca i borbom brodograditelja u Puli i Rijeci (kolovoz, 2018.).

## Federacija za anarhističko organiziranje (Slovenija & Hrvatska)
Od 20. do 22. lipnja 2014. održan je u Sloveniji VI. Kongres Federacije za anarhistično organiziranje (FAO, Slovenija) na kojem je Mreža anarhista Rijeka (MASA Rijeka, nekadašnja članica Mreže anarhosindikalista) postala punopravna članica, istovremeno postajući i članica Internacionale Anarhističkih Federacija (IAF-IFA). U siječnju 2017. na regularnom sastanku anarhističke federacije FAO (Slovenija & Hrvatska) grupa potvrđuje svoje planove i prve korake za operativnošću kao Mreža anarhista u Istri i na Kvarneru, čime postaje regionalna mreža ostajući članica FAO-IFA.

## Izdavaštvo
Mreža anarhista gotovo na regularnoj bazi izdaje glasilo, pamflete, ali i video materijal.
Društvo otpora je glasilo mreže. Prvi broj je izašao 1. svibnja 2013. Svi brojevi su dostupni i kao online izdanja. Sedmi broj glasila predstavljen je u radijskoj emisiji Revija na ledu (15. epizoda).
Pamfleti mreže su uobičajen način komunikacije sa sličnomišljenicima, simpatizerima i znatiželjnicima, a svi su online pohranjeni kako bi uvijek bili dostupni uz povremenu prisutnost fizičke distribucije na raznim anarhističkim i antifašističkim manifestacijama u Hrvatskoj, ali i šire. Od pamfleta bi izdvojili one za koje autorstvo preuzima mreža, a oni su; Protiv nacionalizma u Hrvatskoj, Bakunjinovo anarhističko naslijeđe, Uistinu slobodno i organizirano društvo i Istarski anarhisti.
Video materijal se uz razne video propagandne uratke na društvenim mrežama odnosi i na kratki dokumentaristički film 'Glavom kroz zid - vrijedilo je' (listopada 2020.), koji je premijerno prikazan u Kino klubu Barut u Beogradu (4. studenog 2020.). Vijest o filmu uz anarhističke medije, od kojih bi spomenuli Indymediju iz Atene i medijski projekt A.N.A. (Agencia de Noticias Anarquistas) iz Brazila, prenio je i Glas Istre.

## Internacionalna događanja
Mreža anarhista od samih svojih početaka raspolaže s internacionalnim kontaktima, te kao takva sudjeluje na nekoliko internacionalnih okupljanja.
U kolovozu 2012. delegati riječke grupe sudjeluju na internacionalnom anarhističkom događanju (Rencontre Internationale de l’Anarchisme) koje se održalo u Saint Imieru (Švicarska) povodom 140. obljetnice osnivanja Anarhističke Internacionale. Zajedno s anarhistima iz Anarchist Federation (Britanija i Irska) i iz Alternative libertaire (Francuska) održavaju predavanje na temu povratka ekstremne desnice i fašizma u Europi i anarhističkog protivljenja nacionalizmu. Iz predavanja je proizašao i pamflet Protiv nacionalizma u Hrvatskoj koji je dostupan i online.  U sklopu internacionalnog okupljanja članovi riječke grupe prisustvuju kao promatrači na IX. kongresu Internacionale anarhističkih federacija. 
U listopadu 2015. s delegacijom anarhističke federacije FAO prisustvuju u Grčkoj na dva anarhistička skupa, na balkanskome u Solunu koji se odvijao od 11. do 14. listopada, te na mediteranskom na Kreti u Hanji od 16. do 18. listopada. Uz oba dva skupa delegacija uzima aktivno učešće na prosvjedima održanim u Solunu i u Hanji, prvi se ticao solidarnosti sa žrtvama bombaškog napada ISIS-a u Suruçu (Turska), a drugi solidarnosti s izbjeglicama koji svakodnevno pristižu u Grčku s Bliskog istoka.
U kolovozu 2016. s delegacijom anarhističke federacije FAO prisustvuju u Njemačkoj (Frankfurt na Majni) na X. kongresu Internacionale anarhističkih federacija (IAF-IFA), u sklopu kojeg izlažu na jednoj radionici o "strategijama borbe protiv nacionalizma" zajedno s Anarchist Federation (Britanija i Irska) pred internacionalnom publikom. Kongres je zapamćen po pristupanju novih anarhističkih federacija iz Latinske Amerike.
Ljeto 2018. za Mrežu anarhista donosi politički izlet s delegacijom FAO u Atenu i Eksarhiju, u sklopu regularnih susretanja s anarhističkim federacijama na sastancima Internacionale anarhističkih federacija (IAF-IFA). Domaćini su bili Anarhistička Politička Organizacija (APO-IFA), a iskustva o anarhističkim projektima Atene zabilježena su u 9. broju Društva otpora, čiji je članak preveden i na španjolski za poznatu anarhističku stranicu Alasbarricadas.org.

## Susretanje s represijom
Dvoje pripadnika mreže napadnuto je od strane policije nakon prosvjeda protiv privatizacije javnih dobara 01. ožujka 2013. u Rijeci, pri čemu je ozlijeđen jedan policajac, ali i najmanje dvoje prosvjednika koji su nasilno privedeni i protiv kojih je pokrenut kazneni postupak 2014. U razdoblju od 2015. do 2016. održano je 10 ročišta, uključujući i nepravomoćnu presudu, pri Općinskom sudu u Rijeci gdje je dvoje anarhista proglašeno krivima. Za jednoga je presuda glasila 10 mjeseci zatvora ako se prekrši 2 godine uvjetne kazne (za kazneno djelo protiv javnog reda i mira, pokušaj prisile prema službenoj osobi i nanošenje teške tjelesne ozljede policajcu), a za drugu 6 mjeseci zatvora u slučaju prekršenja uvjetne kazne od 1 godine (za kazneno djelo protiv javnog reda i mira, pokušaj prisile prema službenoj osobi). Zbog ovog slučaja je pokrenuta međunarodna Inicijativa Protiv političke represije u Rijeci,  koja je uspjela okupiti podršku iz Hrvatske, Slovenije, BiH, Srbije, Makedonije, Italije, Francuske, Švicarske, Austrije, Njemačke, Irske, Švedske, Bugarske, Čilea, Češke, Salvadora, Brazila i dr. zemalja. Izjavu okrivljenoga nakon presude prenio je Radio Borba. U veljači 2018. godine Županijski sud u Splitu ukinuo je presudu Općinskog suda u Rijeci i vratio postupak na početak. Kazneni postupak još uvijek traje.
Jedan pripadnik mreže je bio u kaznenom postupku zbog sumnje da je uništavao imovinu 19. prosinca 2015. ("žilet žicu") na granici za Slovenijom (u Istri) na graničnom prijelazu Kaštel/Dragonja uz kanal Sv. Odorika. Slovensko tužiteljstvo je na kraju odbacilo optužnicu u 2016. godini zbog pomanjkanja dokaza.